# Heliconius adela
Heliconius adela är en fjärilsart som beskrevs av Heinrich Neustetter 1912. Heliconius adela ingår i släktet Heliconius och familjen praktfjärilar. Inga underarter finns listade i Catalogue of Life.